# Gueto de Łomża
Gueto de Łomża foi um gueto estabelecido pela Alemanha Nazista em 12 de agosto de 1941 na vizinhança do Velho Mercado (Stary Rynek) em Łomża, Polônia. 
Com o início da ofensiva alemã contra a União Soviética, os judeus locais foram forçados a mudarem-se em um único dia, o que resultou em tumulto e pânico nas ruas da cidade. O número de pessoas comprimidas no gueto estava em torno de 10,000 a 18,000, a maioria advinda das vilas de Jedwabne, Stawiski, Piątnica, Łomża, Wizna e Rotki, entre outras. 
O gueto foi liquidado um ano e meio depois, em 1 de novembro de 1942, quando todos os seus habitantes foram deportados para Auschwitz.

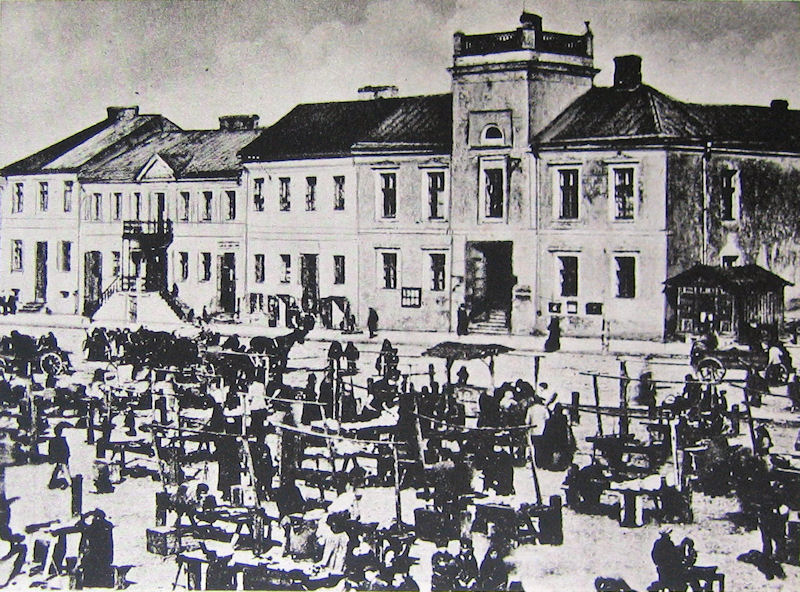
O mercado de Łomża em 1912.